# Альдо Скарамуччі
Альдо Скарамуччі (італ. Aldo Scaramucci, 24 лютого 1933, Монтеваркі — 10 січня 2014, Монтеваркі) — італійський футболіст, що грав на позиції півзахисника, зокрема за «Фіорентину» та «Сієну».

## Ігрова кар'єра
У дорослому футболі дебютував 1953 року виступами за команду «Монтеваркі» з рідного міста, в якій провів один сезон, взявши участь у 26 матчах чемпіонату. 
Своєю грою за цю команду привернув увагу представників тренерського штабу «Фіорентини», до складу якої приєднався 1954 року. Відіграв за «фіалок» наступні чотири сезони своєї ігрової кар'єри, проте був здебільшого гравцем резерву. Зокрема провів лише дві гри протягом переможного для команди сезону 1955/56. Через травму Джузеппе К'яппелли заміняв його у складі італійського клубу у програному ним із рахунком 0:2 фіналі Кубка європейських чемпіонів 1957 року проти мадридського «Реала».
1958 року перейшов до «Сієни», за яку відіграв заключні чотири сезони своєї професійної кар'єри футболіста.
Помер 10 січня 2014 року на 81-му році життя в рідному Монтеваркі.

## Титули і досягнення
- Чемпіон Італії (1):

«Фіорентина»: 1955-1956